# Kombinacja norweska na Mistrzostwach Świata w Narciarstwie Klasycznym 1991
Zawody w kombinacji norweskiej na XXV Mistrzostwach świata w narciarstwie klasycznym odbyły się w dniach 7 lutego - 13 lutego 1991 we włoskim Val di Fiemme.

## Wyniki

### Gundersen K 90/15 km
- Data 7 lutego 1991

| Medal | Zawodnik            | Narodowość     | Wynik   |
| ----- | ------------------- | -------------- | ------- |
|       | Fred Børre Lundberg | Norwegia       | 41:00,6 |
|       | Klaus Sulzenbacher  | Austria        | 42:11,7 |
|       | Klaus Ofner         | Austria        | 42:11,9 |
| 4     | Allar Levandi       | ZSRR           | 42:12,3 |
| 5     | Hans-Peter Pohl     | Niemcy         | 42:56,3 |
| 6     | František Máka      | Czechosłowacja | 43:24,7 |
| 7     | Hippolyt Kempf      | Szwajcaria     | 43:26,1 |
| 8     | Michal Pustejovský  | Czechosłowacja | 43:26,9 |
| 9     | Thomas Dufter       | Niemcy         | 43:28,4 |
| 10    | Thomas Müller       | Niemcy         | 43:32,5 |
| ...   |                     |                |         |
| 26    | Stanisław Ustupski  | Polska         | 45:48,7 |
| 36    | Roman Groński       | Polska         | 48:53,8 |

### Sztafeta 3 x 5 km
- Data 13 lutego 1991

| Medal | Zawodnik                                                  | Narodowość     | Wynik     |
| ----- | --------------------------------------------------------- | -------------- | --------- |
|       | Günther Csar Klaus Ofner Klaus Sulzenbacher               | Austria        | 1:21:22,5 |
|       | Francis Repellin Xavier Girard Fabrice Guy                | Francja        | 1:22:38,8 |
|       | Rei'ichi Mikata Masashi Abe Kazuoki Kodama                | Japonia        | 1:23:14,4 |
| 4     | Thomas Müller Hans-Peter Pohl Thomas Dufter               | Niemcy         | 1:23:45,3 |
| 5     | Fred Børre Lundberg Trond-Arne Bredesen Trond Einar Elden | Norwegia       | 1:23:45,6 |
| 6     | Sami Kallunki Pasi Saapunki Jukka Ylipulli                | Finlandia      | 1:25:22,2 |
| 7     | Michal Pustejovský Milan Kučera František Máka            | Czechosłowacja | 1:27:32,0 |
| 8     | Wasilij Sawin Ago Markvardt Allar Levandi                 | ZSRR           | 1:27:39,9 |

Polacy nie startowali.